# جون إس. ماكدونالد
جون إس. ماكدونالد هو مهندس وشخصية أعمال كندي، ولد في 1943.